# Interstellarer Staub

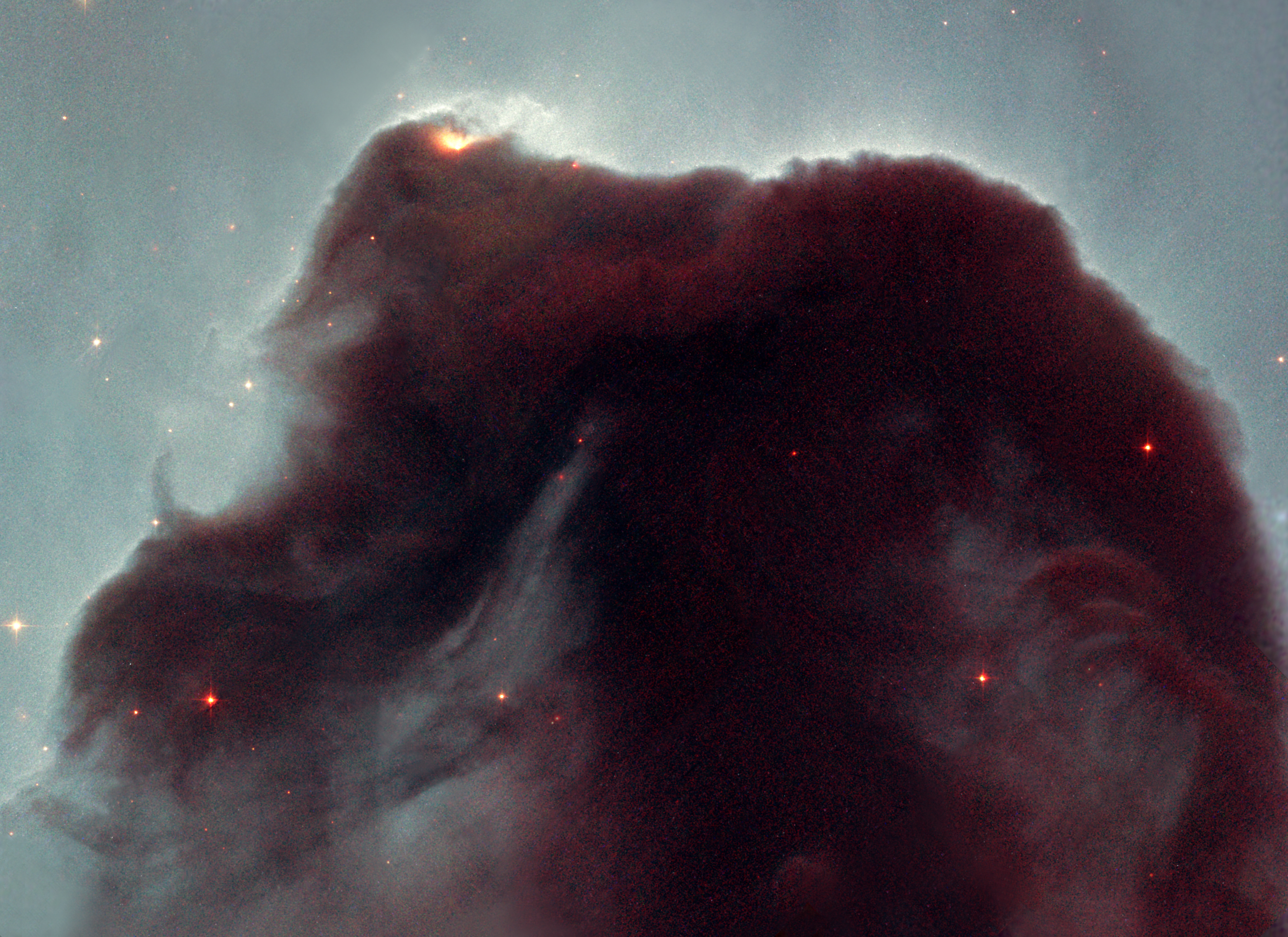
Der Pferdekopfnebel, eine Dunkelwolke, ist eine Ansammlung von kaltem interstellarem Gas und Staub

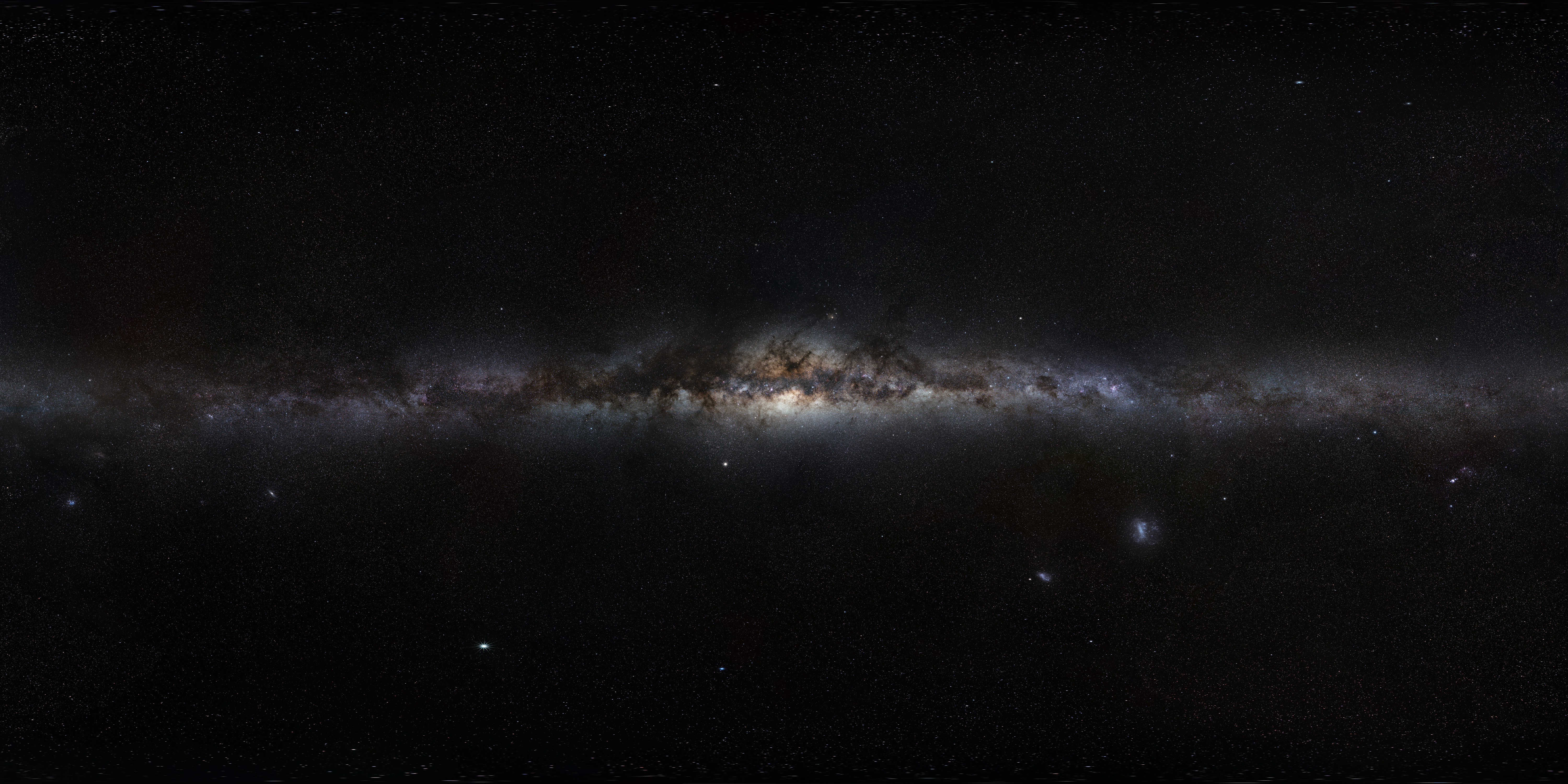
Dunkle Wolken aus interstellarem Gas und Staub in der Milchstraße

Der interstellare Staub ist derjenige Anteil am kosmischen Staub, der Teil der interstellaren Materie ist.
Interstellarer Staub macht sich im Visuellen vorwiegend durch Extinktion bemerkbar, insbesondere innerhalb der galaktischen Scheibe der Milchstraße. Darüber hinaus ist interstellarer Staub im Infraroten aufgrund seiner Temperaturstrahlung direkt nachweisbar.

## Eigenschaften

### Größe und Form
Die Staubteilchen haben einen mittleren Durchmesser von etwa 0,3 µm und sind damit mikroskopisch klein. Die genaue Verteilung der Durchmesser der Staubteilchen ist noch unbekannt und kann stark variieren.
Des Weiteren geht man heute davon aus, dass interstellare Staubteilchen deutlich von der idealisierten Kugelform abweichen und ihr Volumen bis zu 40 Prozent Vakuum einschließt.

### Dynamik
Die Dynamik von Wachstum (durch Anlagerung von zusätzlichem Material) und Zerstörung (durch Supernova-Stoßwellen) der Staubteilchen ist noch weitgehend unbekannt. Mittlerweile gilt als gesichert, dass Sternenstaub nur einen sehr kleinen Beitrag zum interstellaren Staub liefert, d. h., dass dieser hauptsächlich direkt in der interstellaren Materie entsteht.

### Chemische Zusammensetzung
Die chemische Zusammensetzung wird bestimmt, indem man die Elementhäufigkeiten im interstellaren Gas bestimmt und mit den Elementhäufigkeiten in der Sonne vergleicht. Sind bestimmte Elemente im Gas weniger häufig als in der Sonne, so sind sie höchstwahrscheinlich im Staub kondensiert. Als Hauptbestandteile des interstellaren Staubs gelten:
- Silikate, hier insbesondere Pyroxene (MgxFe1-xSiO3) und Olivine (Mg2xFe2(1-x)SiO4).

- Kohlenstoff in Form von Graphit, jedoch nicht in der typischen planparallelen Schichtung, sondern als Knäuel. Eventuell kommt Kohlenstoff auch in Form von Fullerenen vor.

- Eise, vorwiegend Wassereis und CO2-Eis.

### Temperatur
Typische Staubtemperaturen liegen zwischen 10 und 100 Kelvin. Auf galaktischer Skala kann man zwei Staub„populationen“ unterscheiden:
- kalter Staub mit Temperaturen bei 10–20 Kelvin. Aufgrund der niedrigen Temperatur macht er sich durch Emission im schwer zugänglichen fernen Infrarot ab ca. 100 µm bemerkbar. Er dominiert die Massenbilanz und ist in Spiralgalaxien meist sehr weit ausgedehnt, ähnlich dem neutralen Wasserstoff.
- warmer Staub mit Temperaturen über 30–100 Kelvin. Er kann im mittleren Infrarot nachgewiesen werden, beispielsweise mit WISE, und ist weniger diffus verteilt. Für seine Erwärmung ist jene starke UV-Strahlung verantwortlich, die von jungen, neu gebildeten Sternen emittiert wird. Daher kann er mit Sternentstehungsgebieten wie Emissionsnebeln und kalten Molekülwolken assoziiert werden.